# 1791 în literatură
Anul 1791 în literatură a implicat o serie de evenimente și cărți noi semnificative.  

## Cărți noi
- Elizabeth Inchbald - A Simple Story
- Ann Radcliffe - The Romance of the Forest
- Susanna Rowson - Charlotte, a Tale of Truth
- Marquis de Sade - Justine ou Les Malheurs de la vertu
- Charlotte Turner Smith - Celestina